# آدي ستيرن
آدي ستيرن هو أستاذ في قسم فيزياء المادة المكثفة في معهد وايزمان للعلوم، وهو فيزيائي نظري يركز على الطرق التي تتجلى بها نظرية الكم في الأنظمة الإلكترونية. اشتهر بأبحاثه حول الجوانب النظرية لتأثير هول الكمومي الكسري  ووجود شبه جسيمات ذات شحنة ربع شحنة الإلكترون. في عمله العلمي، يركز ستيرن على إيجاد تفسيرات فيزيائية واضحة للظواهر المعقدة، في حين ينعكس شغفه بنشر العلوم في هوايته في التواصل العلمي.
في عام 2025 فاز بجائزة سيمون التذكارية من معهد الفيزياء النظرية: مجموعة درجات الحرارة المنخفضة لعمله النظري الأصلي والمؤثر حول تأثير هول الكمي، والإحصاءات الكمية للجسيمات شبه الناشئة، والنظام الطوبولوجي وفقدان التماسك في أنظمة المادة المكثفة في درجات حرارة منخفضة. 

## سيرة
ولد آدي ونشأ في بئر السبع ، ويعيش حاليًا في تل أبيب . درس في جامعة تل أبيب للحصول على درجة البكالوريوس. في الرياضيات وعلوم الكمبيوتر والفيزياء، وللحصول على درجة الدكتوراه في الفيزياء. بعد حصوله على درجة الدكتوراه، أمضى ثلاث سنوات كزميل مبتدئ في جمعية زملاء هارفارد ، وفي نهاية هذه السنوات الثلاث انضم إلى معهد وايزمان كعضو هيئة تدريس. 

## الأعمال المنشورة
- الحوسبة الكمومية الطوبولوجية - من المفاهيم الأساسية إلى التجارب الأولى

## روابط خارجية
- الصفحة الرئيسية لآدي ستيرن
- "سحب كولومب عند مستوى لاندو نصف الممتلئ" (عرض صوتي من تقديم آدي ستيرن)